# Проблема характера пратюркского начального j-
Установление характера пратюркского начального j- является важной проблемой в тюркологии.
В исторических и современных тюркских этот звук дает различные рефлексы:
- в чувашском — ś- (орфографически Ҫ ç), восходит к ʤ-, в булгарских существовали также рефлексы ď- и j-;
- в якутском литературном — s-, реже ʤ-, в диалектах и в долганском языке также глухой h-;
- в огузских — j- или в результате выпадения ø-, в заимствованиях ʤ- ( > č-);
- в кыпчакских и карлукско-уйгурских — огузские рефлексы и ʤ-, ž-, č- (мягкие или твердые), ď- или ť- (развитие в южноалтайском), реже d- (как результат ассимиляции ʤ- перед -s- или -z- кумыкском и ногайско-кыпчакских);
- в халаджском — j-, но в утраченных карлукско-уйгурских мог быть рефлекс ʤ-;
- в северноалтайских — j-, ď-, ģ-, č-, ť-, ķ-, также перед носовым (в том числе синхронно утраченным) ń- (назализованного звука нет в нижнечулымском);
- в хакасских — j-, č-, ť-, š-, s-, реже ʤ-, ď-, также перед носовым (в том числе синхронно утраченным) n- (назализованного звука нет в среднечулымском и сарыг-югурском);
- в саянских — в тувинском č-, реже s-, в тофаларском также перед носовым (в том числе синхронно утраченным ń-, в сойотско-цатанском z- и ń- (необходимо, однако, отметить то, что в саянских, как и в хакасских фуюйско-кыргызском и сарыг-югурском и огузском саларском начальные согласные различаются по силе/слабости, а не глухости/звонкости).

Рефлексы в орхоно-енисейском языке дискуссионны.

## Способы решения проблемы
Наиболее популярной является трактовка начального j- как сонорного палатального аппроксиманта йот. Альтернативная трактовка: палатальный взрывной ď- или аффриката ʤ- (для восстанавливаемого звука могут использоваться обозначения ʒ́- или ǯ-). А. М. Щербак восстанавливает глухой зубной щелевой согласный θ-.
Аргументация сторонников начального j- как палатального сонорного аппроксиманта сводится к частотности перехода этого звука в другие, в то время как обратные переходы редки. И материал других языковых групп, например, романской, это подтверждает. А. В. Дыбо склоняется к такой точке зрения также исходя из характера древних тюркских заимствований в самодийской языковой группе.
Аргументация сторонников палатального взрывного или аффрицированного звука (в их числе О. А. Мудрак) сводится к невозможности на пратюркском уровне начальных сонорных согласных и к наблюдению, что в периферийных ветвях представлена аффриката (или дальнейшие её результаты развития).
Кроме того, по межалтайским соответствиям видно, что пратюркский звук j- восходит не только к праалтайскому j-, но и к праалтайским p'-, d-, n-, l-, z-, č-, ǯ-, ń-, ł- (или ľ-), ŋ-. Неясен механизм непосредственного развития в абсолютном начале слова большинства этих звуков в j-, в то время как различные языковые группы демонстрируют возможность их палатализации (романские, венгерский) и десоноризации сонантов (северокавказские языки). В дальнейшем некоторые из палатализованных уже могут развиваться в j-, а в карибских диалектах испанского отмечается назализация ĺ- > ñ- в аналогичных, как в северноалтайских или хакасских, условиях: llama 'огонь' произносится как ñama.
Вопрос тем самым сводится к количеству восстанавливаемых звуков и в возможности их позиционного распределения.